# Hectógrafo

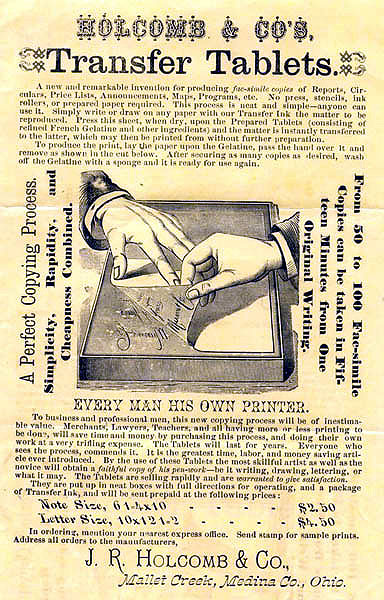
Un anuncio de un hectógrafo del.

El Hectógrafo o copiador de gelatina es un aparato de impresión, mecanizado o manual, que permite hacer copias a partir de un patrón maestro a ser replicado, usando una lámina de gelatina, que al ser hidrofílica, absorbe tintas de base acuosa. Luego al presionar un papel encima de la lámina, transfiere la tinta previamente copiada del patrón original.

## Uso actual
Hoy en día la tecnología del hectógrafo ha caído en el desuso por la lentitud en su operación frente a las técnicas modernas, de impresión por inyección de tinta o láser. No obstante, se utiliza para hacer transfer en los tatuajes y en el mundo del arte, en impresiones de alta calidad llamados Fototipias (collotype en inglés), que utiliza el mismo principio de la gelatina como soporte para la tinta, pero agrega además transferencia del patrón original vía una placa fotosensible o pintado directo. Tiene la ventaja de que se pueden usar múltiples colores y para hacer las diferentes gradaciones de color, resulta en variaciones de valor y saturación real, en vez de usar puntos de diferente tamaño como las técnicas de impresión que usan semitonos (halftone). Esto último depende del patrón original, puesto que si fue impreso por inyección de tinta convencional, sí se notaran los puntitos.